# Vojak
Vojak (1401 m n.p.m.) – najwyższy szczyt w paśmie Učka w Górach Dynarskich. Leży w Chorwacji, blisko brzegów Adriatyku i granicy ze Słowenią. Najbliższym dużym miastem w okolicy jest Rijeka.
Na szczycie góry znajduje się kamienna wieża widokowa. Została ona wybudowana w 1911 roku przez Österreichischer Touristen Club. Podczas I wojny światowej służyła armii austriackiej. W 2004 roku wieża została odremontowana. Obecnie stanowi punkt widokowy, a w jej wnętrzu znajduje się sklep z pamiątkami i punkt informacyjny.
Poniżej szczytu Vojaka znajduje się wieża telekomunikacyjna oraz wojskowa stacja radarowa.